# 305 av. J.-C.
Cette page concerne l'année 305 av. J.-C. du calendrier julien proleptique.

## Événements
- Printemps : échec de l'expédition d'Antigone le Borgne contre l'Égypte[1].
- Été : début du siège de Rhodes par Démétrios Poliorcète[2].
- 11 octobre (1er novembre du calendrier romain) : début à Rome du consulat de Lucius Postumius Megellus et Tiberius Minucius Augurinus[3]. Victoire des deux consuls sur les Samnites à la bataille de Bovianum[4]. Tiberius Minucius est mortellement blessé pendant la bataille. Marcus Fulvius Curvus Paetinus devient consul suffect.
- 7 novembre : Nouvel An égyptien. Première année officielle du règne de Ptolémée Ier en Égypte (fin en 285 av. J.-C.)[5]. Ptolémée se proclame pharaon et fonde la dynastie lagide (du nom de son père Lagos). Elle durera 275 ans. Frappe des premières monnaies royales lagides : statères d’or, tétradrachmes d’argent et oboles de cuivre. L’Égypte sort de l’âge du troc[6].

- Cassandre prend le titre de roi de Macédoine[7].
- Séleucos Ier Nikator, fondateur de la dynastie des Séleucides, prend le titre de roi (basileus) de Syrie (fin de règne en 280 av. J.-C.)[8].
- Séleucos Ier traverse l’Indus pour rétablir la satrapie grecque des Indes. Chandragupta Maurya arrête sa progression et Séleucos doit lui céder par traité l'Arachosie, les Paropamisades et des parties de l'Arie et de la Gédrosie (303 av. J.-C.)[9] contre 500 éléphants.
- Agathocle se proclame basileus (roi) de Syracuse[10]. Il se propose de créer en Occident un nouvel empire sur le modèle de celui d’Alexandre le Grand. Il exerce ses violences dans toute la Sicile et procède à Syracuse à des purges qui font disparaître ses ennemis de l’aristocratie. Il intervient en Italie à l’appel de Tarente contre les Bruttiens et soumet Crotone. Il s’empare de Corcyre, qu’il cède avec sa fille à Pyrrhus. Mais comme sa puissance ne repose que sur des troupes de mercenaires, son État disparaît à sa mort en 289 av. J.-C.

## Naissances
- Zou Yan, philosophe chinois.
- Callimaque de Cyrène, poète grec.

## Décès
- Lysippe, sculpteur grec.
- Statius Gellius, général samnite.
- Hui Shi, logicien chinois.